# 阿賈拉
6°32′N 2°40′E / 6.533°N 2.667°E

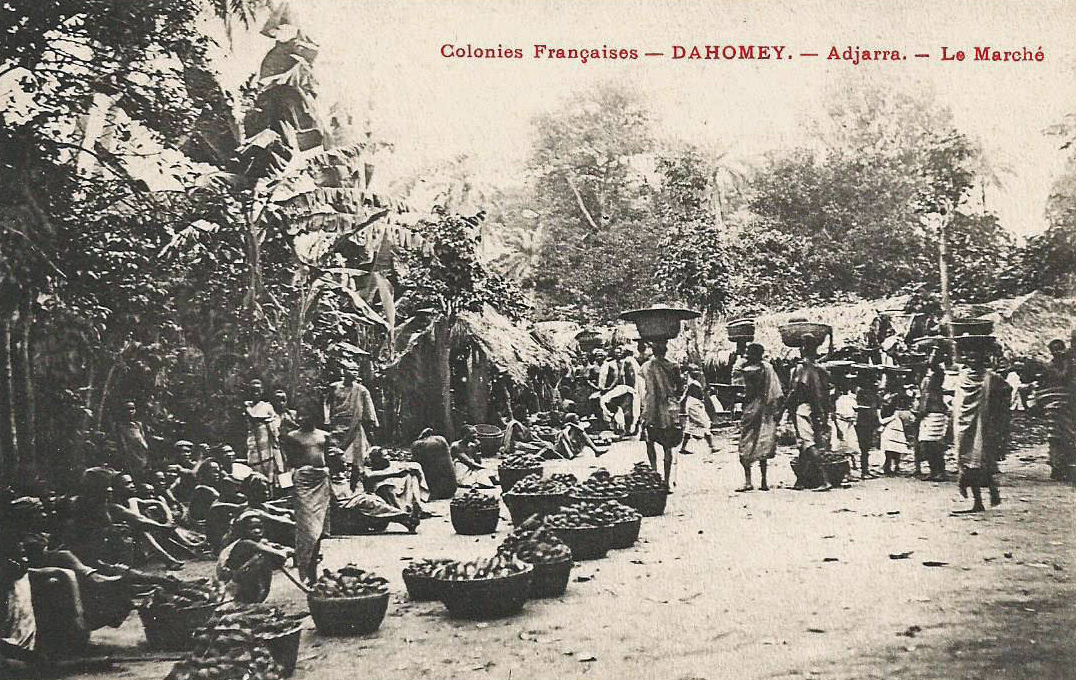
達荷美王國時期的阿賈拉市場

阿賈拉（法語：Adjarra）是貝寧的城鎮，位於該國東南部，由韋梅省負責管轄，面積112平方公里，海拔高度37米，2013年該城鎮人口97,424，人口密度每平方公里870人。